# Gheorghe Guțiu
Gheorghe Guțiu (* 30. März 1924 in Vaideiu im Kreis Mureș; † 8. Mai 2011 in Cluj-Napoca) war ein rumänischer griechisch-katholischer Bischof von Cluj-Gherla mit dem persönlichen Titel eines  Erzbischofs. Er verbrachte 14 Jahre in Gefängnishaft.

## Leben
Gheorghe Guțiu studierte an der rumänischen Akademie für Theologie „Sfânta Treime“ in Blasendorf und empfing am 8. Dezember 1948 die Priesterweihe durch den römisch-katholischen Erzbischof und Metropoliten von Bukarest, Alexandru Theodor Cisar. Dieses geschah eine Woche nach dem offiziellen Verbot der Rumänischen griechisch-katholischen Kirche und der Verhaftung aller griechisch-katholischen Bischöfe in Rumänien.
Am 30. Januar 1951 wurde er verhaftet und durch das  Innenministerium in Bukarest unter Anklage gestellt. Am 20. Februar 1952 wurde er zu lebenslangem Arbeitslager verurteilt. Am  4. August 1964 wurde nach einer Verordnung zur Begnadigung aller politischen Gefangenen durch das kommunistische Regime zum „20. Jahrestag der Befreiung vom Faschismus“ entlassen. Er war anschließend bis 1986 als Ökonom in einer staatlichen Firma in Sankt Martin beschäftigt.
Am 14. März 1990 wurde er von der Heiligen Synode zum Bischof von Cluj-Gherla gewählt. Papst Johannes Paul II. bestätigte am 17. Juni desselben Jahres die Wahl. Die Bischofsweihe am 17. Juni desselben Jahres spendete ihm der Erzbischof von Făgăraș und Alba Iulia, Alexandru Todea; Mitkonsekratoren waren Ioan Ploscaru, Bischof von Lugoj und Lucian Mureșan, Bischof von Maramureș.
Papst Johannes Paul II. ernannte ihn am 20. Juli 1994, in Anerkennung seiner herausragenden Verdienste in der Verteidigung des Christentums während der kommunistischen Verfolgung, zum Erzbischof ad personam. Im Jahr 2000 wurde er durch den rumänischen Staatspräsidenten Emil Constantinescu mit den Nationalen Verdienstorden Pentru Merit ausgezeichnet.
Am 18. Juli 2002 nahm Papst Johannes Paul II. seinen altersbedingten Rücktritt an.